# プー・ド・シェル

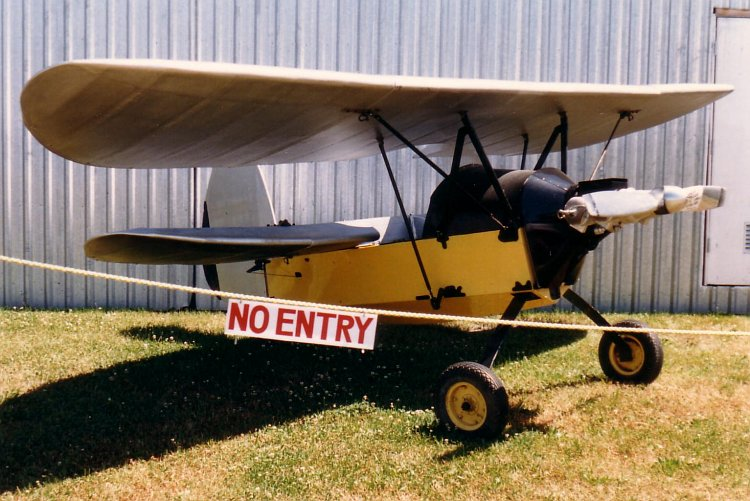
Pou-du-ciel

プー・ド・シェル（フランス語:Pou-du-ciel：「空のシラミ」）は、1930年代にフランス人技師、アンリ・ミニエが設計した串型配置の翼をもつ軽飛行機である。ヨーロッパでホームビルト機として売られる一方、各国でもライセンス生産された。
ミニエは、誰でも製作でき飛行できる機体を目指していたが、プー・ド・シェルは操縦が難しく、一定以上の角度で降下すると回復できないと言う欠陥があり、いくつかの国では飛行を禁止された。
YouTubeでは当時の記録フィルムを見ることが出来る。
The Original Flying Flea（0m08s〜） - YouTube
日本でも戦前は日本飛行機がNH-1「雲雀号」として生産を行い、戦後も新立川飛行機で同じ構想のR-HM310が1954年に試作されたが量産されなかった。

## 仕様
- 乗員: パイロット1名
- 座席数: 1席
- 全長: 4.3 m
- 全幅: 8.00 m
- 全高: 2.00 m
- 動力: 25Hp単発（のちに改良されて72Hp）
- 最大速度: 138 km/h